# Microsoft FreeCell
Microsoft FreeCell, còn được gọi tắt là FreeCell, là một trò chơi máy tính trên Microsoft Windows. Tên gọi của trò chơi này bắt nguồn từ một lối chơi bài cùng tên, FreeCell.
Paul Alfille đã triển khai trò chơi FreeCell trên hệ thống máy tính PLATO vào năm 1978. Vào đầu những năm 1980, tổng công ty Control Data Corporation (CDC) đã phát hành trò chơi này trên tất cả các hệ thống PLATO. Jim Horne, người rất thích chơi FreeCell trên hệ thống PLATO tại Đại học Alberta, đã phát hành phần mềm trò chơi (dạng shareware) giá 10 USD với phiên bản đồ họa vào năm 1988. Tuy nhiên, mãi đến năm 1995 thì trò chơi này mới được biết đến trên Windows 95.
Microsoft FreeCell lần đầu được phát hành chính thức cho Windows 3.1 trong Microsoft Entertainment Pack bản 2. FreeCell được đi kèm với các gói Win32s cho phép các ứng dụng 32-bit chạy trên Windows 3.1 16-bit. Mục đích của nó là thử nghiệm lớp 32-bit thunking để đảm bảo rằng lớp thunk đã được cài đặt đúng cách.

## Phát hành
Ngày nay, có các bản ứng dựng FreeCell cho hầu hết mọi hệ điều hành hiện đại vì đây là một trong số ít trò chơi được cài đặt sẵn với mọi bản cài đặt Windows. Trước Windows Vista, các phiên bản dành cho Windows bị giới hạn về các tính năng hỗ trợ người chơi, chẳng hạn như thu hồi các nước đi. Bản cập nhật FreeCell cho Windows Vista chứa các gợi ý cơ bản và thu hồi nước đi không giới hạn (thông qua lựa chọn hoặc lệnh Hoàn tác), và tùy chọn khởi động lại trò chơi. Một số tính năng đã bị xóa, chẳng hạn như màn hình nhấp nháy để cảnh báo người chơi về một nước đi còn lại. FreeCell không có sẵn trong hệ điều hành Windows 8 nhưng có sẵn trong Microsoft Store dưới dạng Bộ sưu tập Microsoft Solitaire miễn phí, cũng có trên Windows 10 (2015) và Windows 11 (2021).